# Trochocercus cyanomelas
Trochocercus cyanomelas е вид птица от семейство Monarchidae.

## Разпространение
Видът е разпространен в Бурунди, Замбия, Зимбабве, Демократична република Конго, Кения, Малави, Мозамбик, Руанда, Сомалия, Свазиленд, Танзания, Уганда и Южна Африка.